# Lashburn
Lashburn är en ort i Kanada.   Den ligger i provinsen Saskatchewan, i den centrala delen av landet, 2 600 km väster om huvudstaden Ottawa. Lashburn ligger 615 meter över havet och antalet invånare är 967.
Terrängen runt Lashburn är platt. Trakten runt Lashburn är nära nog obefolkad, med mindre än två invånare per kvadratkilometer.. Lashburn är det största samhället i trakten.
Trakten runt Lashburn består till största delen av jordbruksmark.